# What Hurts the Most (singel Cascady)
What Hurts the Most – piosenka oryginalnie nagrana przez amerykańskiego muzyka country Marka Willsa w 2003 roku. W 2007 roku wydano singiel z utworem w wykonaniu niemieckiego tria Cascada, który zamieszczono na ich drugim studyjnym albumie.

## Lista utworów
1. Yanou's Candlelight Mix (Ballad)
2. Radio Edit
3. Topmodelz Radio Remix
4. Spencer & Hill Radio Remix
5. Original Extended
6. Extended Club Mix
7. Spencer & Hill Club Remix
8. "Last Christmas" (G. Michael)

## Notowania
| Notowanie (2007/2008)            | Najwyższa pozycja |
| -------------------------------- | ----------------- |
| Austrian Singles Chart           | 3                 |
| Canadian Hot 100                 | 54                |
| Czech Airplay Chart              | 25                |
| Dutch Single Top 100             | 35                |
| Dutch Top 40                     | 23                |
| Irish Singles Chart              | 6                 |
| Finland Singles Top 20           | 18                |
| France Singles Chart             | 2                 |
| German DJ Playlist Chart         | 6                 |
| Hungary Dance Top 40             | 40                |
| Slovakia Singles Chart           | 85                |
| Swedish Singles Chart            | 5                 |
| UK Singles Chart                 | 10                |
| U.S. Billboard Hot 100           | 52                |
| U.S. Billboard European Hot 100  | 8                 |
| U.S. Billboard Pop 100           | 29                |
| U.S. Billboard Hot Dance Airplay | 1                 |
| U.S. Billboard Top 40 Mainstream | 28                |
| U.S. Global Dance Tracks         | 4                 |